# Liste der Naturschutzgebiete im Landkreis Neumarkt in der Oberpfalz
Im Landkreis Neumarkt in der Oberpfalz gibt es sieben Naturschutzgebiete. Zusammen nehmen sie im Landkreis eine Fläche von 366 Hektar ein. Das größte Naturschutzgebiet im Kreis ist das 1993 eingerichtete Naturschutzgebiet Wolfsberg bei Dietfurt.
| Name                                           | Bild | Kennung                   | Kreis | Einzelheiten | Position | Fläche Hektar | Datum |
| ---------------------------------------------- | ---- | ------------------------- | --- | --- | -------- | ------------- | ----- |
| Albtrauf bei Pollanten                         |      | NSG-00148.01 WDPA: 81261  | Landkreis Neumarkt in der Oberpfalz | Pollanten Zahlreiche Quellaustritte und charakteristische Buchenwaldgesellschaften.                                                                                                 | ⊙        | 23,70         | 1982  |
| Deusmauer Moor                                 |      | NSG-00130.01 WDPA: 81521  | Landkreis Neumarkt in der Oberpfalz | Deusmauer Umfangreicher Niedermoorkomplex an der Schwarzen Laaber. Bedeutsam wegen des Vorkommens von seltenen Pflanzen als Eiszeitrelikte.                                         | ⊙        | 71,83         | 1952  |
| Neumarkter Sanddünen                           |      | NSG-00231.01 WDPA: 164798 | Landkreis Neumarkt in der Oberpfalz | Neumarkt in der Oberpfalz Während der Würmeiszeit wurden Sande aus dem Nürnberger Becken u. a. an den Albanstieg verblasen und lagerten sich dort in mächtigen Binnendünen ab.      | ⊙        | 65,15         | 1985  |
| Tal der Weißen Laaber bei Deining              |      | NSG-00327.01 WDPA: 165813 | Landkreis Neumarkt in der Oberpfalz | Deining Reich strukturierter Talabschnitt mit vielfältigem Lebensraumspektrum für feuchtgebietsgebundene Tier- und Pflanzenarten.                                                   | ⊙        | 29,06         | 1987  |
| Vogelfreistätte Schwarzachwiesen bei Freystadt | BW   | NSG-00331.01 WDPA: 166077 | Ebenried, Freystadt Großer Wiesenkomplex mit teilweise extensiv genutzten Wiesen, der einen wichtigen Lebensraum für störungsempfindliche, wiesenbrütende Vogelarten bietet. Landkreis Neumarkt in der Oberpfalz: 20,83 ha, Landkreis Roth: 21,41 ha | ⊙ | 42,24    | 1988          |       |
| Weiße Laaber bei Waltersberg                   |      | NSG-00193.01 WDPA: 82883  | Landkreis Neumarkt in der Oberpfalz | Waltersberg Vielfältig strukturierter und naturnaher Talabschnitt der Weißen Laaber. Als Feuchtgebietskomplex von großer Bedeutung für gefährdete Tier- und Pflanzenarten.          | ⊙        | 35,92         | 1983  |
| Wolfsberg bei Dietfurt                         |      | NSG-00436.01 WDPA: 166352 | Landkreis Neumarkt in der Oberpfalz | Dietfurt an der Altmühl Standortvielfalt mit einer außerordentlich hohen Zahl an Pflanzengesellschaften, insbesondere von Mager- und Trockenstandorten, die z. T. sehr selten sind. | ⊙        | 119,70        | 1993  |
| Legende für Naturschutzgebiet                  |      |                           | | |          |               |       |